# قلعة السنارة
قلعة السنارة وهي قلعة تاريخية تقع في الجهة الجنوبية لمدينة صعدة وتعتبر من أهم القلاع والمعالم الآثرية والسياحية، وتبعد عنها مسافة (15كم)، وتعتبر أهم القلاع بمحافظة صعدة، ويرجع تاريخها إلى (القرن الثالث الميلادي)، وقد اتخذها الإمام يحيى بن حميد الدين ـ ومن بعده ابنه أحمد بن يحيى ـ سجناً للمعارضين لحكمه.